# Историческая демография
Истори́ческая демогра́фия — межнаучная дисциплина, изучающая демографические процессы и явления в их историческом развитии.

## Направления исследований
В исторической демографии условно выделяются три основных направления исследований:
1. исследования динамики численности, состава и плотности населения, а также миграции и расселения;
2. исторический анализ этих процессов и их социальных предпосылок;
3. изучение роли факторов демографии в историческом процессе и исторической обусловленности демографических процессов.

## Периодизация
В исторической демографии выделяются три периода в зависимости от источников — дописьменный, достатистический, статистический.
 Исследования дописьменного периода являются предметом изучения палеодемографии с использованием данных палеоантропологии, археологии и этнографии.
 Скудность и фрагментарность демографических источников достатистического периода, как и необходимость использования косвенных исследований, послужили причиной разработки специальных методов.
 Наиболее изученными являются источники по западноевропейской демографической истории XVI—XVIII веков.